# Supporters du Limoges CSP
Les associations de supporters du club de basket-ball de Limoges, le Limoges CSP Élite, sont au nombre de quatre : les « Phénix », les « Eagles », les « Ultras Green », et le « Cercle des Passionnés ».
Dans le Palais des Sports de Beaublanc, les Eagles sont situés en travées 13 et 15, les Phénix en tribune A, et les Ultras Green en travées 4.
Depuis 2012 les Ultras Green sont le moteur de Beaublanc avec leur chants puissants, leurs tifos 100% faits mains ainsi que leur présence massive en déplacement.